# Christian Sachse
Christian Sachse (* 1954 in Halle (Saale)) ist ein deutscher Politologe, Theologe, Historiker und Publizist. Er befasst sich vor allem mit der Geschichte der Erziehung sowie des staatlichen Unrechts in der DDR.

## Leben
Sachse absolvierte 1973 sein Abitur und war im Anschluss als Produktionsarbeiter im VEB Chemische Werke Buna tätig, bevor er 1974 ein Studium der Theologie am Katechetischen Oberseminar Naumburg aufnahm, das er 1981 mit dem Ersten Theologischen Examen abschloss. Von 1981 bis 1983 war Sachse Vikar im Kirchenkreis Torgau. 1983 folgte das Zweite Theologische Examen, woraufhin Sachse bis 1990 Pfarrer wurde. Zur gleichen Zeit begann Sachses Mitarbeit in oppositionellen Gruppen. Er war Mitbegründer des oppositionellen Netzwerkes Arbeitskreis Solidarische Kirche (AKSK). Nach verschiedenen wissenschaftlichen Tätigkeiten zu Beginn der 1990er Jahre, promovierte Sachse 1998 an der FU Berlin im Fachbereich Politikwissenschaften zum Thema Wehrerziehung in der DDR. Im Anschluss arbeitete er in verschiedenen Forschungsprojekten zur DDR-Geschichte mit. Seit 2006 ist Sachse freiberuflicher Historiker und Politikwissenschaftler. Sachse erstellte Expertisen zu verschiedenen Themen im Auftrag der Bundesregierung, des Berliner Senats und verschiedener Opferverbände. Seit Mai 2014 ist er Beauftragter der Union der Opferverbände kommunistischer Gewaltherrschaft (UOKG) zur Aufarbeitung der Zwangsarbeit in der SBZ/DDR und seit Januar 2017 wissenschaftlicher Mitarbeiter bei der UOKG. Sachse ist Mitglied im Wissenschaftlichen Beirat der Gedenkstätte Geschlossener Jugendwerkhof Torgau.

## Schriften (Auswahl)
- Die Entwicklung der (vor)militärischen Ausbildung in der DDR und die Auswirkungen auf das Friedensbewusstsein Jugendlicher, Projektverbund Friedenswissenschaften, Kiel 1995.
- mit Christof Geisel: Wiederentdeckung einer Unperson. Robert Havemann im Herbst 89. Zwei Studien. Eine Dokumentation, Robert-Havemann-Gesellschaft, Berlin 2000, ISBN 978-3-9804920-4-1.
- Aktive Jugend – wohlerzogen und diszipliniert. Wehrerziehung in der DDR als Sozialisations- und Herrschaftsinstrument (1960–1973)(Zugl.: Berlin, Freie Univ., Diss., 1998), LIT-Verlag, Münster 2000, ISBN 978-3-8258-5036-4.
- Die politische Sprengkraft der Physik. Robert Havemann im Dreieck zwischen Naturwissenschaft, Philosophie und Sozialismus (1956–1962), LIT-Verlag, Berlin/Münster 2006, ISBN 978-3-8258-8979-1.
- Den Menschen eine Stimme geben. Bischof Gottfried Forck und die Opposition in der DDR Wichern, Berlin 2009, ISBN 978-3-88981-268-1.
- Der letzte Schliff. Jugendhilfe der DDR im Dienst der Disziplinierung von Kindern und Jugendlichen (1945–1989), Landesbeauftragte für Mecklenburg-Vorpommern für die Unterlagen des Staatssicherheitsdienstes der Ehemaligen DDR, Schwerin 2010, ISBN 978-3-933255-35-8.
- Ziel Umerziehung. Spezialheime der DDR-Jugendhilfe 1945–1989 in Sachsen,  Leipziger Universitäts-Verlag, Leipzig 2013, ISBN 978-3-86583-787-5.
- Das System der Zwangsarbeit in der SED-Diktatur. Die wirtschaftliche und politische Dimension, Leipziger Universitäts-Verlag, Leipzig 2014, ISBN 978-3-86583-884-1.
- mit Stefanie Knorr, Benjamin Baumgart: Sexueller Missbrauch in der DDR. Historische, rechtliche und psychologische Hintergründe des sexuellen Missbrauchs an Kindern und Jugendlichen in der DDR, Springer VS, Wiesbaden 2018, ISBN 978-3-658-20873-8.